# Dozmat
Dozmat (horvátul: Duzmat) község Vas vármegyében, a Szombathelyi járásban.

## Fekvése
Szombathelytől 8 kilométerre nyugatra fekszik, az Arany-patak jobb partján emelkedő dombon.
A szomszédos települések: észak felől Bucsu, kelet felől Torony, délkelet felől Nárai, délnyugat felől Felsőcsatár, nyugat felől pedig Narda.

### Megközelítése
Zsáktelepülés, csak közúton érhető el, a 8901-es útból (a 89-es főút régi, az útvonalába eső településeken még áthaladó nyomvonalából) Torony nyugati szélén dél felé kiágazó 87 123-as számú mellékúton. Az ország távolabbi részei felől a 89-es főúton közelíthető meg a legegyszerűbben, toronyi letéréssel. Közigazgatási határszélét érinti még a 8717-es út is.

## Nevének eredete
Neve a délszláv drozg (= rigó), mások szerint a szláv druzba (= barátság) szóból alkotott személynévből ered.

## Története
1238-ban Druzmoth néven említik először. Határában újkőkori település nyomait találták meg. Bulcsú horka kíséretének faluja, temploma Szent György tiszteletére épült a 12. században. 

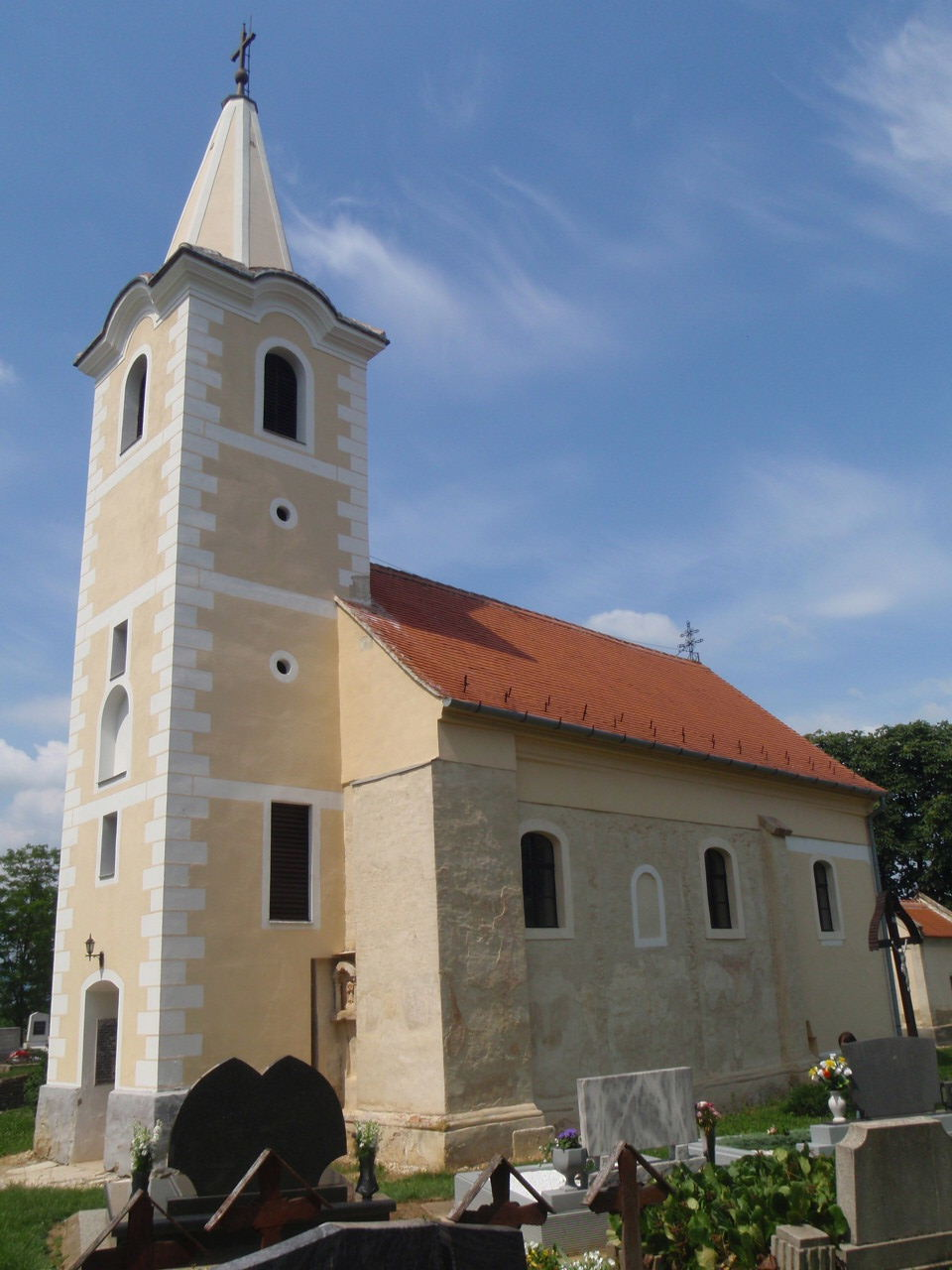
Az Árpád-korban épült Szent György-templom

A 13. században várbirtok volt. 1269-ben villa Duruzmot, 1281-ben Duruzomat, 1291-ben Durzumot, 1333-ban Dorzmat, 1355-ben Torndurzmata, 1358-ban Dorozmath, 1416-ban Eghazasdorozmath, 1430-ban Kysdorozmath, 1466-ban Dorsmath, 1472-ben Drozmath alakban szerepel a különböző forrásokban.
Itt jegyezték fel a legrégibb regőséneket, amely a 20. századig fennmaradt. A falu temploma a 14. században a térség egyházi központja volt, erre utal az 1416-ból származó Egyházasdozmath név is. Az 1674-es egyházlátogatási jegyzőkönyv szerint a templom rossz állapotban volt, tornya közel a leomláshoz. Szent Ottó napján a környező falvak lakossága énekelve, zászlókkal vonult Dozmatra. 1690-ben a templom leégett, tornya összedőlt, az újjáépítés 1697-ben már tartott.
Vályi András szerint "DOSMAT. vagy Dozmat, Grossmukken. Elegyes magyar falu Vas Vármegyében, földes Ura Gróf Niczky Uraság, és mások, lakosai katolikusok, fekszik Szombathelytöl egy mértföldnyire, határja közép termékenységű, tulajdonságai hasonlók Alsó Őrhöz, második Osztálybéli."
Fényes Elek szerint "Dozmat, (Grosz-Mucken), magyar falu, Vas vgyében, ut. p. Szombathelyhez 1 óra, 320 kath. lak., paroch. templommal, kastélylyal. Róna határa igen termékeny; rétjei kövérek. Birja 1/2 Ernuszt József, 1/2 Sály és Szluha családok."
Vas vármegye 1898-ban kiadott monográfiájában "Dozmat, 50 házból és 307 lakosból álló magyar község, melynek lakosai r. kath. és ág. ev. vallásúak. Postája és távírója Torony. Plébániája 1600-ban már virágzott. Földesurai a gróf Nitzky – és a Szluha -család voltak."
1910-ben 339 magyar lakosa volt. 
1986-ban elkészült a vízvezeték, 1994-ben a gázvezeték, 2003-ban pedig a szennyvízvezeték is kiépült, a szombathelyi tisztítóra kapcsolódva.

## Közélete

### Polgármesterei
- 1990–1994: Szabó Miklós (független)[8]
- 1994–1998: Bingerné Sőre Csilla (független)[9]
- 1998–2002: Bingerné Sőre Csilla (független)[10]
- 2002–2006: Bingerné Sőre Csilla Klára (független)[11]
- 2006–2010: Bingerné Sőre Csilla Klára (független)[12]
- 2010–2014: Horváth Ádám Csongor (független)[13]
- 2014–2019: Horváth Ádám Csongor (független)[14]
- 2019–2024: Gombor György (független)[15]
- 2024– : Simon Balázs (független)[1]

## Népesség
A település népességének változása:
| Lakosok száma | 225  | 222  | 231  | 272  | 313  | 312  | 337  |
|               | 2013 | 2014 | 2015 | 2021 | 2022 | 2023 | 2024 |

A 2011-es népszámlálás során a lakosok 84,5%-a magyarnak, 4,1% németnek, 1,4% horvátnak mondta magát (15,5% nem nyilatkozott; a kettős identitások miatt a végösszeg nagyobb lehet 100%-nál). A vallási megoszlás a következő volt: római katolikus 52,7%, református 3,2%, evangélikus 2,3%, izraelita 0,5%, felekezet nélküli 6,8% (34,5% nem nyilatkozott).
2022-ben a lakosság 92%-a vallotta magát magyarnak, 2,9% németnek, 1,3% horvátnak, 0,6% cigánynak, 0,3% szerbnek, 2,2% egyéb, nem hazai nemzetiségűnek (8% nem nyilatkozott; a kettős identitások miatt a végösszeg nagyobb lehet 100%-nál). Vallásuk szerint 53% volt római katolikus, 1,9% református, 1,3% evangélikus, 0,6% egyéb katolikus, 4,2% felekezeten kívüli (39% nem válaszolt).

## Nevezetességei
- Szent György tiszteletére szentelt római katolikus temploma a 12. században épült, 1707-ben barokk stíílusban építették át. A templom legértékesebb tárgya a 14. századból származó Mária a gyermekkel szobor. Oltárképét Dorfmeister István festette.
- Innen származik a legrégibb magyar regősének.
- A dozmati kódex a 14. századból származik, Aegidius Romanus „De regimine principum” című jogtudományi művének az egyetlen Magyarországon talált példánya. 1972-ben egy parasztház padlásán találták.
- Muzsla forrás a Kárpáti tér alatt.
- Csodaszarvas tanösvény

## Dokumentumfilmek Dozmatról
- Regősének I. 1975. MTV. 37 perc. Rendezte: Székely Orsolya Közreműködött: Nagy László, Palkó István
- Mesés Dozmat 2006. 27 perc. Rendezte: Horváth Zoltán Operatőr: Büki Boglárka és Horváth Zoltán Közreműködött: Rozmán János